# Blood, Looms and Blooms
Albums de Leila
(Leila Arab)
Courtesy of Choice
(2000) U&I
(Janvier 2012)
Blood, Looms, and Blooms est le troisième album de Leila, sorti chez Warp Records en juillet 2008.

## Liste des morceaux
| No  | Titre                          | Voix                              | Durée |
| --- | ------------------------------ | --------------------------------- | ----- |
| 1.  | Mollie                         |                                   | 5:22  |
| 2.  | Time to Blow                   | Terry Hall                        | 3:08  |
| 3.  | Little Acorns                  | Khemahl et Thaon Richardson       | 3:30  |
| 4.  | Daisies, Cats and Spacemen     | Roya Arab                         | 4:27  |
| 5.  | Mettle                         |                                   | 4:24  |
| 6.  | Teases Me                      | Luca Santucci                     | 3:31  |
| 7.  | Carplos                        |                                   | 4:21  |
| 8.  | The Exotics                    | Seaming                           | 3:46  |
| 9.  | Deflect                        | Martina Topley-Bird               | 4:23  |
| 10. | Norwegian Wood                 | Luca Santucci                     | 3:35  |
| 11. | Lush Dolphins                  |                                   | 4:04  |
| 12. | Ur Train                       | Luca Santucci                     | 2:38  |
| 13. | Young Ones                     |                                   | 3:23  |
| 14. | Why Should I?                  | Terry Hall et Martina Topley-Bird | 4:31  |
| 15. | Oddity 01                      |                                   | 5:01  |
| 16. | You Can Dance... If You Want 2 |                                   | 3:51  |

## Fiche
- Catalogue : WARP 167
- Format : CD / LP
- Pays : Angleterre
- Style : IDM, trip hop, ambient, electronica, expérimental